# Dominique Cardona
Dominique Cardona (nascida em 1955) é uma cineasta, produtora e roteirista canadiana. Ela trabalha principalmente, mas não exclusivamente, em colaboração com Laurie Colbert. A dupla é mais conhecida pela sua curta-metragem de 1999 Below the Belt, que foi indicada ao Prémio Genie de Best Live Action Short Drama no 21º Prémio Genie em 2000, e a sua longa-metragem Margarita, que ganhou o Prémio do Público de Melhor Longa-Metragem no Inside Out Film and Video Festival em 2012.
Os seus outros filmes incluem as curta-documentários Thank God I'm a Lesbian (1992) e My Feminism (1997) e os filmes Finn's Girl (2007) e Catch and Release (2018).